# Diego López de Zúñiga y Velasco
Diego López de Zúñiga y Velasco, španski konkvistador, * 1510, Valladolid, † 20. februar 1564, Lima.
Zúñiga y Velasco je bil šesti podkralj Peruja (14. april 1561-20. februar 1564); predhodno je bil guverner Galicije (1553-1559). V času njegovega mandata v Peruju je ustanovil več mest (Santiago del Estero, Santiago de Miraflores, San Gerónimo de Ica, Arnedo,...), iz Peruja izločil čilensko šokofijo, organiziral in izboljšal šole za sinove indijanskih voditeljev, ustanovil šolo za revna dekleta, ukazal zgraditi akvadukt za Limo, izboljšal upravo, uvedel dvorno etiketo,...